# ディージェイ (ストリートファイター)
ディージェイ (Dee Jay) は、カプコンの対戦型格闘ゲーム『ストリートファイター』シリーズに登場する架空の人物。

## キャラクターの設定
『スーパーストリートファイターII』（以下『スパII』と表記）で追加された4人のキャラクターの内の1人。「南国の彗星」と謳われるジャマイカ代表のキックボクサーであると同時に、出すCD全てがミリオンセラーという人気ミュージシャンでもあるという異色の格闘家。その人気にもかかわらず、自分の音楽スタイルに満足できずにいたが、闘いの中で見つけた「攻撃のリズム」に新たな音楽のヒントを得て、ストリートファイトで強敵たちと戦うことでそれを見いだそうとする。エンディングでは、世界中を熱狂させる新曲を完成させ、コンサートホールに大勢の観客が詰め掛け、ディージェイの名を叫んでいる。
褐色の肌に筋骨隆々たる肉体を持つ。性格は陽気を通り越して脳天気とさえ言える。常に笑顔を絶やさず、ニッと笑った口から覗く白い歯が特徴的である。上半身裸にオープンフィンガーグローブとロングパンツ（焦茶色に白抜きで「MAXIMUM」と書かれた太いサイドラインがある）を着用。マラカスを携帯しており、勝利時には打ち振って踊る。
『ストリートファイターZERO3』（以下『ZERO3』）では、ミュージシャンとしてデビューする前という設定で登場する。すでにキックボクサーとして名を馳せていたディージェイは、世界一強い男になるために闘いの旅に出る。エンディングでは、そのリズム感とノリの良さがレコード会社の目に止まり、ミュージシャンとしての道を歩み始める。
『ZERO3↑↑』のユンのストーリーでは、ディージェイとフェイロンがかつて一緒に仕事をしたことが判明する。フェイロンが麻薬取引に絡んでいるという疑惑を耳にした時は、それについて否定している。
『スーパーストリートファイターIV』（以下『スパIV』）において、追加キャラクターとして登場している。世界格闘大会への参加理由は「面白そうだから」とのことで、それ以外の具体的な理由は無い。
『ウルトラストリートファイターII』（以下『ウルII』）では大会を優勝し求めていた最高のリズムを得て、アルバムの売り上げ枚数がダブルプラチナを獲得。
リックという友人のマネージャーが『スパII』のディージェイのバックストーリーのみ登場していたが、『ストリートファイターV』の公式サイト「シャドルー格闘家研究所」の「キャラ図鑑」では彼のプロフィールが紹介されている。
『ストリートファイター6』（以下『スト6』）ではデフォルトの髪型や衣装が大幅に変更され、総髪のドレッドヘアになった上にサングラスを着用し、上半身はアロハシャツを前開きで羽織り、ロングパンツのデザインもジャマイカ国旗をイメージしたものになった。

## キャラクターの制作
キャラクターの原型はフェイロンの没案となった弁髪のモンゴル人。開発スタッフによると、企画時はなかなか設定が決まらなかったが、ある日マーシャルアーツを使う黒人格闘家にしようと決まり、キャラクターを描いていた女性が格闘家好きということもあって最終的には蹴りが一番格好良くなったという。ディージェイやサンダー・ホークが作られた時点でアメリカ人キャラクターが増えすぎたため、黒人と音楽という雰囲気から出身国がジャマイカに決定した。
『スパII』のプログラマーによると、当初はパンツに「ROCKMAN」と描かれていたが、左右反転を考慮して「MAXIMUM」に変更したという。後年の記事では、元のデザインではパンツに「MANTIS」とあしらわれていたが、キャラクターが左を向く際はスプライトを反転させて表示させることから、「MANTIS」だと左右非対称である「N」と「S」の文字が正常に表示されないため、製品版では「MAXIMUM」に変更されたことが明かされている。

## キャラクターの特徴
必殺技は溜めコマンドで飛び道具や対空になる技が含まれるなど、ガイルに似た部分がある。立ち中・強パンチ（近遠とも）、遠距離立ち強キック、しゃがみ強パンチ・強キックなど、間合いにもよるが対空に使える通常技が多い。めくり技の斜めジャンプ中キック、正面から飛び込むジャンプ強キックやレバー下ジャンプ弱キックなど、ジャンプ攻撃も強力。『スーパーストリートファイターIIX』（以下『スパIIX』）では長い無敵時間と空中コンボ判定を持つ「ジャックナイフマキシマム」が追加され、対空性能のみならず連続技の幅も広がった。
『ウルトラストリートファイターIV』（以下『ウルIV』）のオメガエディションではタメキャラからコマンドキャラに変更され、機動力が上昇している。
『スト6』ではタメコマンドと通常コマンドの両方が用意された上、既存の必殺技は弱版でフェイント技、強版は2発攻撃する技に変更された他、ドライブラッシュの機動力が非常に高い。

## 技の解説

### 通常技
『スパIV』時のもの。
| 操作     | 立ち（近距離）             | 立ち（遠距離）   | しゃがみ                     | 垂直ジャンプ       | 斜めジャンプ                 |
| -------- | -------------------------- | ---------------- | ---------------------------- | ------------------ | ---------------------------- |
| 弱パンチ | エルボーバット             | ジャブ           | アンダージャブ               | ファンクジャブ     | ファンクジャブ               |
| 中パンチ | アッパー                   | フロントフック   | レッグクラッシュエルボー     | ファンクストレート | ファンクストレート           |
| 強パンチ | カウンターエルボスマッシュ | ブラストアッパー | エルボーアクス               | ファンクブロー     | ファンクバウンド             |
| 弱キック | ニービート                 | ローキック       | アンダーウィップ             | ファンクウィップ   | クライムレッグ               |
| 中キック | ミドルキック               | カリビアンキック | グランドスクラッチ           | ホライズンキック   | フライングムエタイキック     |
| 強キック | フェイスブレイカー         | マキシマムキック | スライディングヒールアッパー | ジャベリンキック   | フライングカリビアンソバット |

### 投げ技
ファンキーシャウトスルー
相手を掴んで、内股の要領で前方もしくは後方へ投げ飛ばす。
モンキーフリップ / フリップスルー
相手に跳びついて両脚で挟みこみ、巴投の要領で投げ飛ばす。投げた後は素早く体勢を整える。
『スパIV』以降は後方投げとなり、後者の技名に変更された。
エアモンキーフリップ
『ZERO3』でのみ使用する空中投げ。「モンキーフリップ」の空中版。
スイングオーバーランチ
『スパIV』の前方投げ。相手の肩口に手をかけ飛び上がり、蹴りを放つ。
スタンプ・ザ・ビート
『スト6』の前方投げ。相手の体勢を足払いで崩して膝に乗り上げ、顔面を押し出すように蹴る。

### 特殊技
ニーショット
コマンドは斜めジャンプ中、レバーを下に入れながら弱キック。空中で片方の膝を前方に突き出す技。攻撃判定が強く、地上・空中を問わず相手の攻撃に潰されにくい。弱攻撃ゆえに攻撃力は小さいが、相手の低い位置で当てやすいため、着地後は連続技に繋げやすい。
サンライズヒール
『ウルIV』のオメガエディションで追加。上段の回し蹴り。遠距離立ち強キックを表裏反転させたモーション。
マキシマムハイ
『ウルIV』のオメガエディションで追加。発生の速い上段の回し蹴り。
ファンキーサマーソルト
「マキシマムハイ」がヒットした後に繰り出すサマーソルトキック。

### 必殺技
エアスラッシャー
飛び道具技。高速でアッパーを振り抜き、発生させた衝撃波を飛ばす。ガイルの「ソニックブーム」と比較すると、衝撃波の発生は早いが撃った後の隙が大きい。『スパIIX』ではやや隙が減っている。『スパIV』でのEX必殺技では、両腕から2連続で放つ。
『ウルIV』のオメガエディションでは弱で発生と弾速が遅く、強で発生が早く弾速も早くなる。
『スト6』では弱版が衝撃波を打ち出さないフェイント技になり、中版と強版の弾速に変化が生じなくなった。
エアスラッシャー2nd（エアスラッシャーセカンド）
『ウルIV』のオメガエディションで使用。EX版「エアスラッシャー」の発動後、パンチボタン2つを押すことで2発目を放つ。
『スト6』では技名として区別されていないが、強版「エアスラッシャー」で自動的に2発目を放つ。
ダブルローリングソバット
前方にステップしつつ繰り出す回し蹴りから、さらに逆足で後方回し蹴りを叩き込む。弱で出すと名前に反して最初の1回しか蹴らないが、攻撃が出る直前まで下半身が無敵なので下段攻撃をかわせる。
『ウルIV』オメガエディションでの弱は更に名前に反して、回転せず足を正面で止める。
『スト6』では強度によって別種の技になり、「ダブルローリングソバット」は強版とOD版のみ、かつ下半身無敵がOD版のみになった。
マキシマムハリケーン
『ウルIV』のオメガエディションで使用する「ダブルローリングソバット」のEX版。3連続のローリングソバットを繰り出し、3段目がヒットすると開脚しつつ頭を下にして回転しながら飛び上がり、プロペラのような回転蹴りを繰り出す。
クイックローリングソバット
『スト6』で使用する「ダブルローリングソバット」の中版。回し蹴りが1回のみになり、弱攻撃からの連続技や中距離での県政に使いすくなった。
フェイクロールステップ
『スト6』で使用する「ダブルローリングソバット」の弱版。前方へ蹴りを出すと見せ掛けて攻撃せず、回転しながら移動するフェイント技。
マシンガンアッパー
高速でアッパーカットを連打する。コマンド入力時のパンチボタン連打によって攻撃がより早く、より多く出るようになり、最大で4発ヒットする（ボタン連打が遅いと連続ヒットしない）。『スパII』では上半身が無敵のため、早めに出せば対空技としても使用可能。『スパIIX』では「ジャックナイフマキシマム」の追加にともなって上半身無敵が削除され、ほぼ連続技専用になった。
『ウルIV』オメガエディションでは最大まで連打すると最後に、逆の腕による大振りのアッパー繰り出す。EX版は両腕による乱打の後に衝撃波を伴うアッパーで吹っ飛ばす。
『スト6』ではボタン連打コマンドが削除されたが威力とヒット数は大幅に増し、攻撃発生の遅い空中連続技専用技になった。
ジャックナイフマキシマム
『スパIIX』にて追加された、斜め上に跳び上がりつつ繰り出す連続蹴り。弱は1回のみ、中は2回、強は3回蹴る。出掛かりに無敵時間があり、中と強は空中の相手にも連続ヒットする。『ZERO3』ではZ-ISM以外で使用可能であり、Z-ISMでは必殺技ではなくZEROカウンター技として使用するほか、この技の強化版にあたる「テーマオブサンライズ」がZ-ISM専用スーパーコンボとして実装されている。
『ウルIV』のオメガエディションのEX版は倒立の動作で相手を蹴り上げてから蹴りを乱打する技になっている。
『スト6』では弱版が攻撃を行わず、跳躍後にジャンプ攻撃が行えるフェイント移動技に変更。
ワニングムーン
『ウルIV』のオメガエディションにて使用可能。飛び上がり、半月軌道で足を振り下ろしながら蹴る。飛び道具を飛び越えて攻撃できるが、動作に反してしゃがみガード可能。EX版はしゃがみガード不能の性能が付加され、技後の隙が少ない。
『スト6』では「ジョスクール」の派生としてのみ出すことができる用に変更され、通常版でもしゃがみガード不能・ガードされても隙が少なくなった。
ジョスクール
『スト6』で追加された、後方にスウェイしながら下がる技。動作中は蹴り技での攻撃派生と、前方への移動派生が可能。OD版はスウェイ直前に素早いアッパーで相手を打ち上げる攻撃を行い、連続技に使用することができる。
ファンキースライサー
『スト6』で追加された、「ジョスクール」のスウェイからの下段蹴り。立ちガード不可能であり、技後の隙が少なめ。
マキシマムストライク
『スト6』で追加された、「ジョスクール」のスウェイから相手を打ち上げる蹴り上げ攻撃。対空としても使用可能だが、主に連続技に使用される。
ジャグリンステップ
『スト6』で追加された、「ジョスクール」のスウェイから前方に素早く移動する技。屈みながら走り込むため、移動中は相手の飛び道具に対して無敵となる。
ジャグリンスウェイ
「ジャグリンステップ」の移動し始めから即座に後方へ下がる技。相手に攻め入ると見せ掛けてのフェイント行動。

### スーパーコンボ / ウルトラコンボ
ソバットカーニバル
『スパIIX』および『ZERO3』では「ダブルローリングソバット」を連続で繰り出すスーパーコンボ。『スパIIX』などでは合計4発、『ZERO3』ではレベルに応じて攻撃回数が変化する。途中で空振りになって連続ヒットしないこともあるが、「ジャックナイフマキシマム」で吹き飛んだ相手に追い打ちとして使用したり（逆も可）、1回目のソバットが完全無敵であることを利用して相手の飛び道具技を回避しつつ攻撃できる。『ZERO3』ではX-ISM対応のスーパーコンボであり、キックの回数はZ-ISMのLV3バージョンと同じ6回。
『スパIV』ではローリングソバット→大外回しの踵落とし→飛び上がって両足による踵落とし→両足の回し蹴り上げ→宙返り蹴りと様々な種類の蹴りを放つ動作になり、技後は相手との距離が短くなる。
クライマックスビート
『ZERO3』で追加されたスーパーコンボで、「マシンガンアッパー」の強化版。最初の一撃で相手を画面外はるか上空に吹き飛ばし、落下してきた相手に無数のアッパーカットを放つ。LV1でも十分な無敵時間と高い攻撃力を誇り、対空や割り込みなどZ-ISMディージェイの生命線となる技。
『スパIV』ではウルトラコンボIIに設定されている。こちらは「マシンガンアッパー」で打ち上げ、落ちてきた相手の真下で両腕のアッパーカットの連打を叩き込み、最後は横へ大きく吹き飛ばす。
テーマオブサンライズ
『ZERO3』で追加されたスーパーコンボで、「ジャックナイフマキシマム」の強化版にあたる（ただし「ジャックナイフマキシマム」そのものはZ-ISMでは使用不可）、連続で蹴りを放ちながら高く上昇する技。
ソバットフェスティバル
『スパIV』のウルトラコンボI。ローリングソバット→大外回しの踵落とし→両足の回し蹴り上げ→、飛び上がりながらの回し蹴りで相手を浮かせ、巨大な衝撃波を纏ったアッパーでフィニッシュする。「ソバットカーニバル」とは逆に、ヒット後は相手を画面端まで大きく吹き飛ばす。
『ウルIV』では「ソバットカーニバル」の途中から発動することができる。

## 登場作品
- スーパーストリートファイターII
  - スーパーストリートファイターIIX
  - ハイパーストリートファイターII
- ストリートファイターZERO3（家庭用のみ）
  - ストリートファイターZERO3↑（アッパー）
  - ストリートファイターZERO3↑↑（ダブルアッパー）
- SNK VS. CAPCOM 激突カードファイターズ全シリーズ（トレーディングカードゲーム版も含む）
- スーパーストリートファイターIV
  - スーパーストリートファイターIV ARCADE EDITION
  - ウルトラストリートファイターIV
  - ストリートファイター6

## その他
- 2017年10月、カプコンが11か国を対象として実施した『ストリートファイター』シリーズの「第1回 キャラクター人気投票」では59位を記録[5][6]。

## 他のメディアでのディージェイ

### 映画
- ストリートファイターII MOVIE（1994年 日本）

ゲームに準拠した設定で登場。自分の音楽にケチをつけたストリートギャングを倒すシーンがある。名のある格闘家を集めているシャドルーにマークされているため、ガイルや春麗から気をつけるよう忠告される。
- ストリートファイター（1994年 アメリカ）

ゲームの設定とは異なり、金目当てでバイソン将軍の部下になっている。劇中終盤に大金の入ったケースを手に入れるが、中身はバイソンが独自に発行した紙幣だった。
また、原作では音楽家だったのに対し、同作ではコンピュータに明るいという設定に変更されている。

### コミック
- ストリートファイターII V烈伝（コミックボンボン掲載）

ゲームの設定とは異なり、ガイルの部隊に送り込まれたシャドルーの戦士として登場する。作中では「ドナルド・ジャクソン」を名乗るが、本名か偽名かは不明。
- ストII爆笑!!4コマギャグ外伝（コロコロコミック掲載）

楽器（主にマラカス）をひたすら鳴らすのが好きだが、周りのキャラクターが嫌がっており、あまり上手くはない模様。歌うのも好きだが、豪鬼は彼の歌をヘタクソと評した。巨大な歯を持ち、歯磨きでは1回で歯磨き粉（通常より大きいチューブ）を1本使う上に、歯ブラシではなくデッキブラシで磨く。歯そのものも相当頑丈であり、歯医者ではリュウの策略でタービンの代わりにダルシムのドリルキックが使われた際、逆にダルシムの足の爪を全て剥がしてしまった。
上記のように、4コマ漫画などでは歯やマラカスに関するネタが描かれることが多かった。

## 演者

### 担当声優
- 松尾銀三（『ストリートファイターII MOVIE』）
- 大塚芳忠（『ストリートファイターZERO3』）
- 浜田賢二（『ストリートファイターIV』シリーズ、『ストリートファイター6』）
- 中田和宏（実写映画『ストリートファイター』日本語吹き替えソフト版）

### 担当俳優
- ミゲル・A・ヌネス・ジュニア（実写映画『ストリートファイター』）[7]